# Järvamaa
Järvamaa (estoniano Järva maakond ou Järvamaa)  é uma das 15 regiões ou maakond da Estónia.

## Municípios
A região está subdividida em 12 municípios: 1 município urbano (estoniano: linn - cidade) e 11 municípios rurais (estoniano: vallad - comunas).

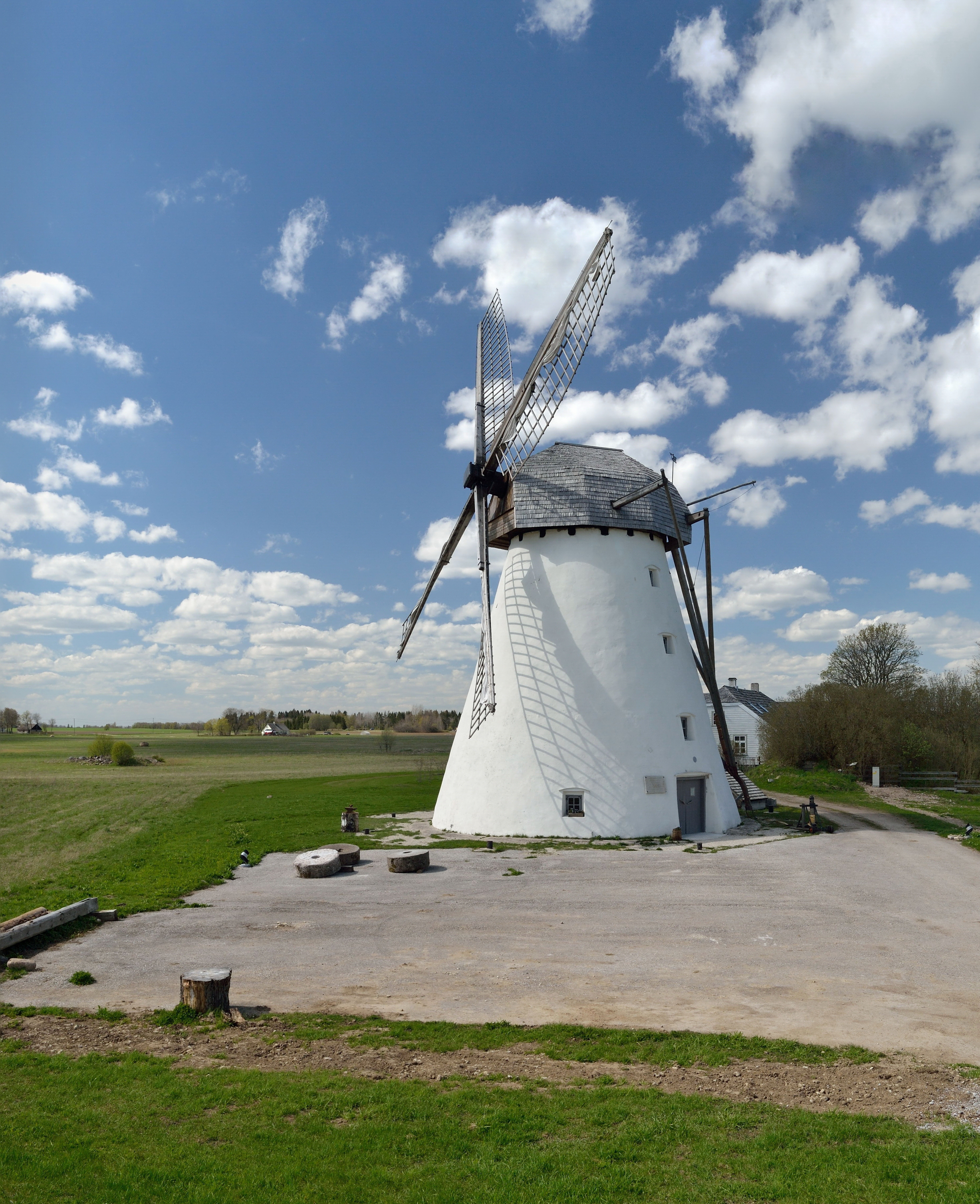
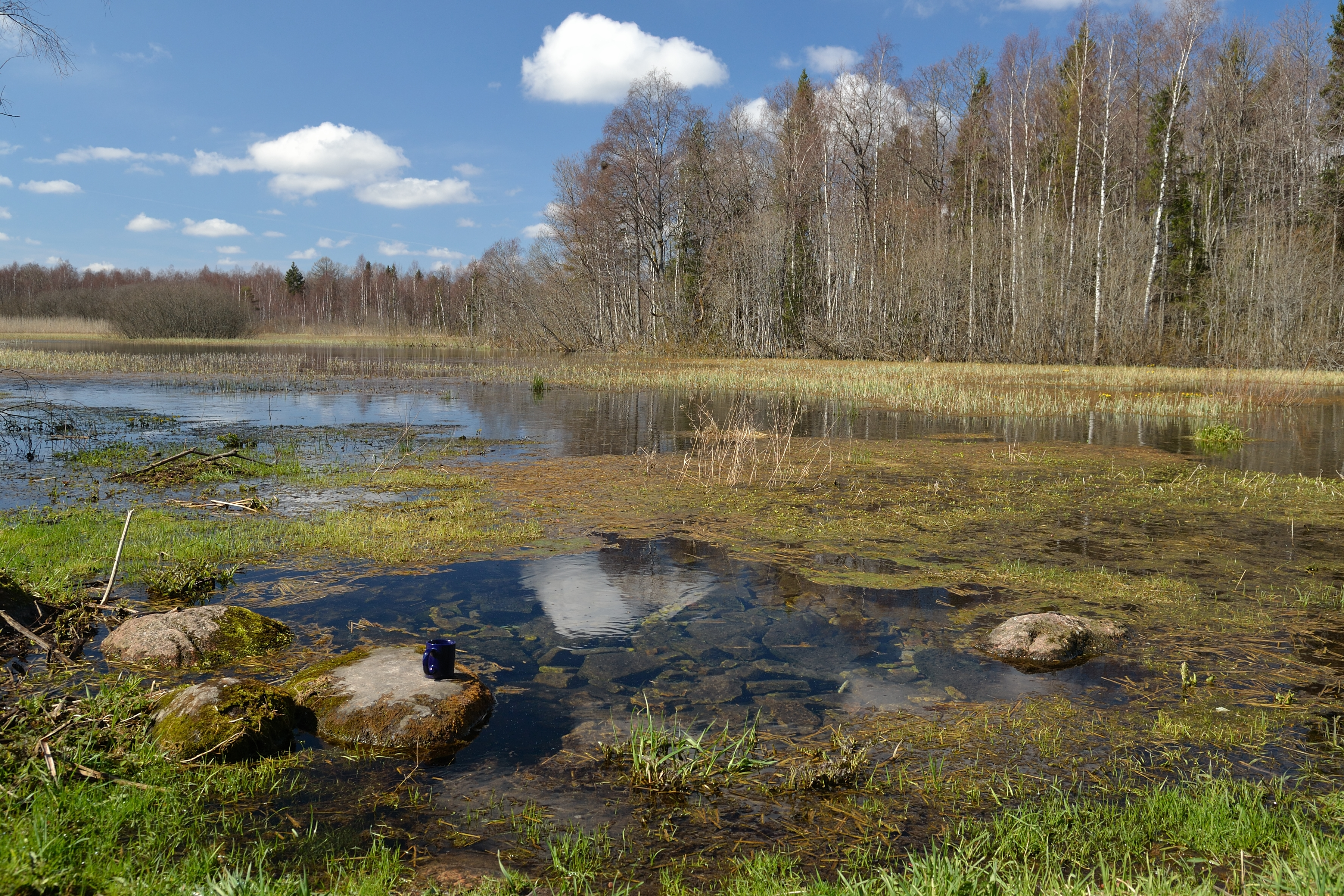
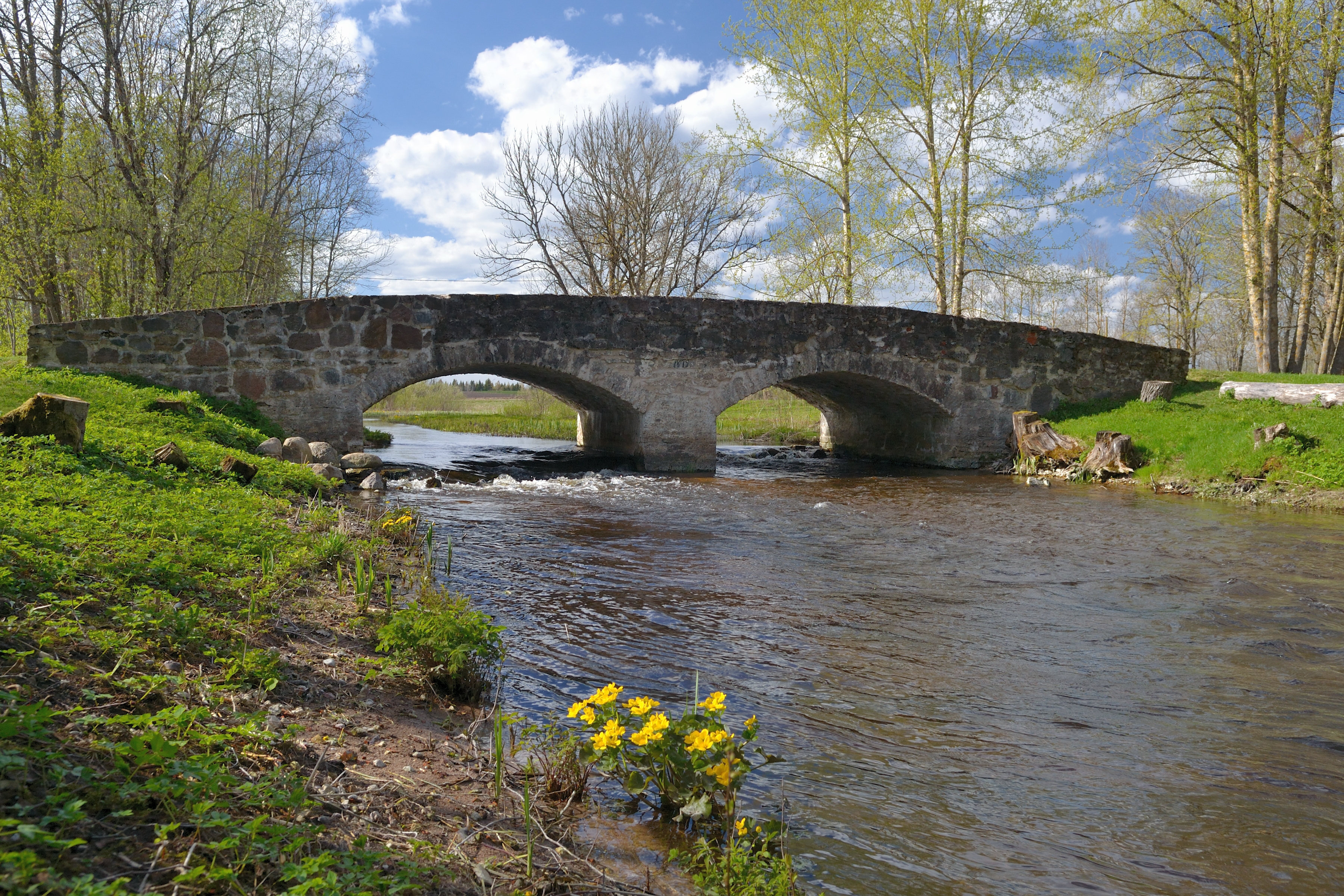
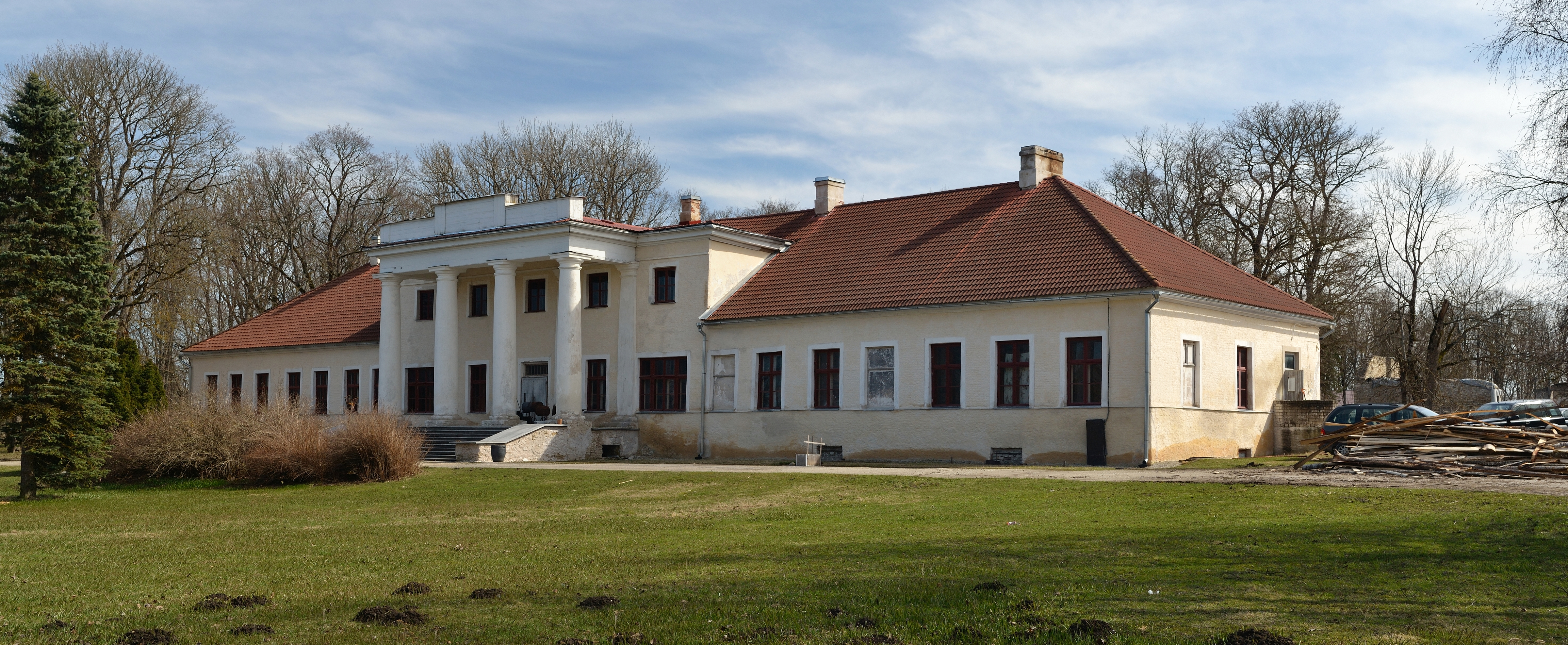
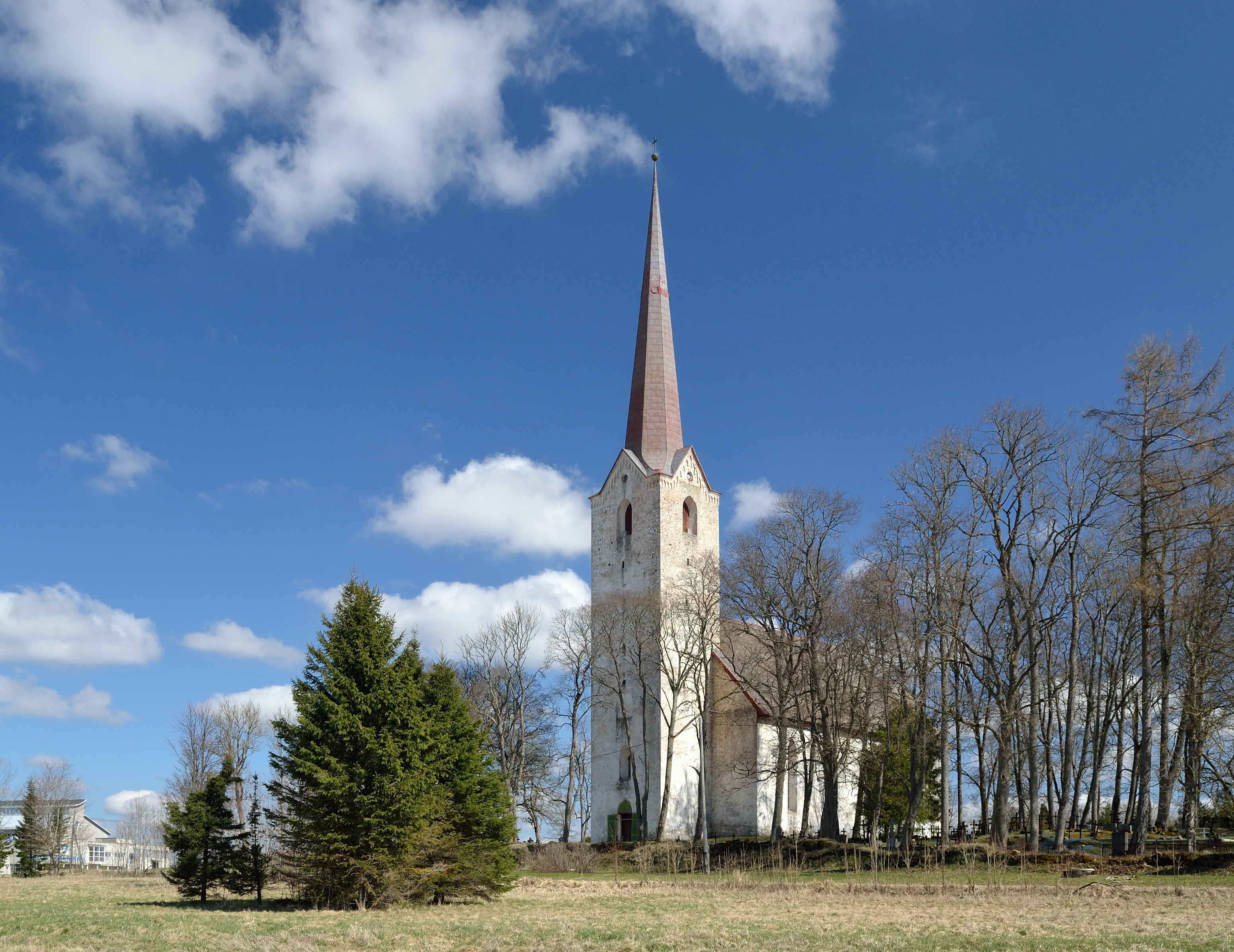
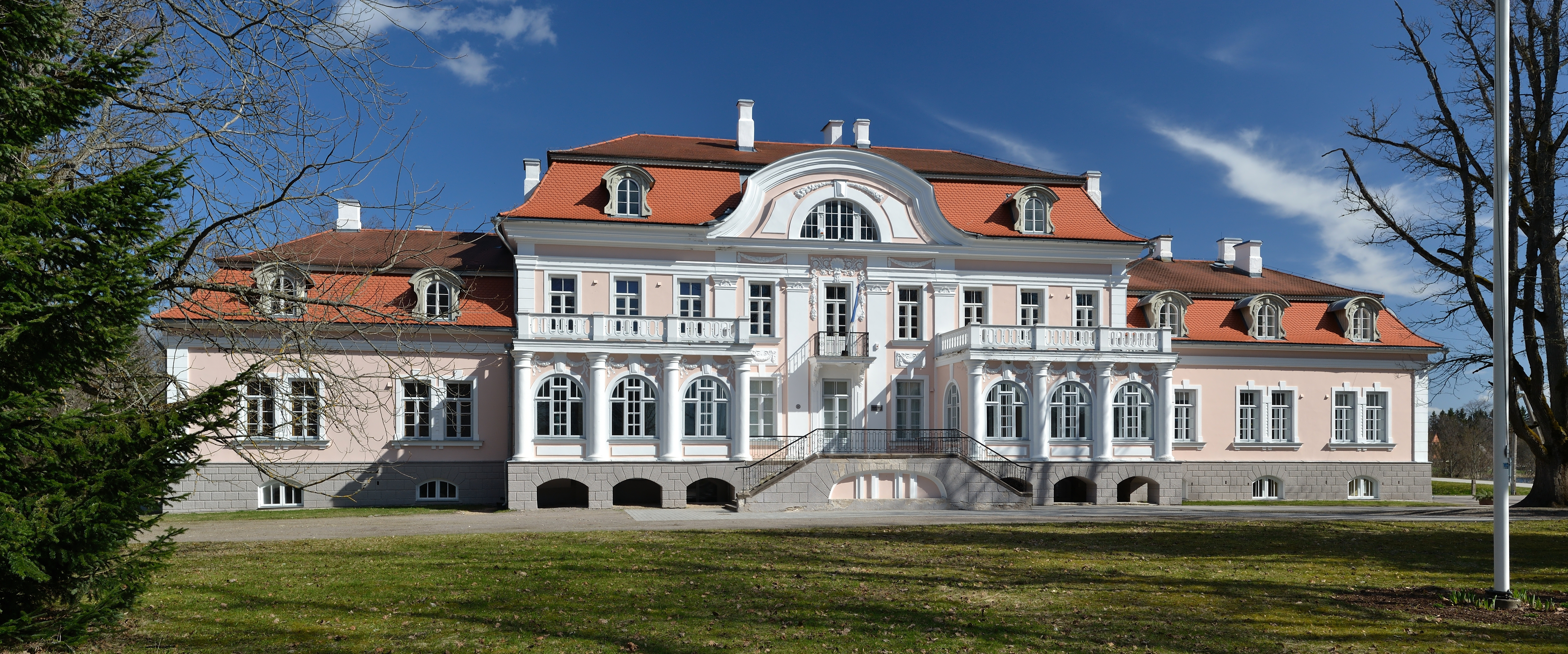

Município urbano:
- Paide

Municípios rurais:
- Albu
- Ambla
- Imavere
- Järva-Jaani
- Kareda
- Koeru
- Koigi
- Paide
- Roosna-Alliku
- Türi
- Väätsa